# Old Yellow Moon
Old Yellow Moon es un álbum de estudio de la cantante estadounidense Emmylou Harris y el compositor Rodney Crowell, publicado por la compañía discográfica Nonesuch Records en febrero de 2013. Producido por Brian Ahern, exmarido de Harris y colaborador de la cantante durante décadas, Old Yellow Moon fue grabado en los Eastern Island Sounds y en Ronnie's Place, ambos en Nashville. La primera canción, «Hanging Up My Heart», fue estrenada en YouTube en el otoño de 2012.
Old Yellow Moon supuso el primer álbum completo de Harris y Crowell como proyecto colaborativo. Ambos músicos comentaron que el álbum de dúos estaba planeado desde hacía años. Harris escribió en el libreto de la caja recopilatoria Songbird: Rare Tracks and Forgotten Gems que «estuvimos hablando durante 34 años sobre hacer un disco de dúos, y juré que íbamos a hacerlo».
La colaboración entre Harris y Crowell comenzó cuarenta años antes, en 1974, cuando Harris grabó «Bluebird Wine», un tema compuesto por Crowell, para su álbum Pieces of the Sky. «Bluebird Wine» fue regrabado para Old Yellow Moon con una letra cambiada y con Crowell como vocalista principal.
En 1975, Crowell se convirtió en parte del grupo de Harris The Hot Band, y desde entonces ha participado en la grabación de numerosos trabajos discográficos de Harris. Además, la cantante ha grabado más de una veintena de composiciones de Crowell a lo largo de los años, tales como «I Ain't Living Long Like This», «Leaving Louisiana in the Broad Daylight» y «Till I Gain Control Again». Emmylou le devolvió el favor a Crowell y participó como corista en su debut, Ain't Living Long Like This, publicado en 1978.
Old Yellow Moon alcanzó el primer puesto en la lista Top Country Albums de Billboard y ganó un Grammy en la categoría de mejor álbum de americana.

## Lista de canciones
| N.º | Título                        | Escritor(es)                    | Duración |  |
| 1.  | «Hanging Up My Heart»         | Hank DeVito                     | 2:52     |  |
| 2.  | «Invitation to the Blues»     | Roger Miller                    | 3:38     |  |
| 3.  | «Spanish Dancer»              | Patti Scialfa                   | 3:44     |  |
| 4.  | «Open Season on My Heart»     | Rodney Crowell, James T. Slater | 3:41     |  |
| 5.  | «Chase the Feeling»           | Kris Kristofferson              | 3:31     |  |
| 6.  | «Black Caffeine»              | Donivan Cowart, DeVito          | 3:23     |  |
| 7.  | «Dreaming My Dreams»          | Allen Reynolds                  | 3:18     |  |
| 8.  | «Bluebird Wine»               | Crowell                         | 2:56     |  |
| 9.  | «Back When We Were Beautiful» | Matraca Berg                    | 3:40     |  |
| 10. | «Here We Are»                 | Crowell                         | 3:15     |  |
| 11. | «Bull Rider»                  | Crowell                         | 3:05     |  |
| 12. | «Old Yellow Moon»             | DeVito, Lynn Langham            | 3:37     |  |

## Personal
- Emmylou Harris – voz, guitarra acústica y pandereta.
- Rodney Crowell – voz y guitarra acústica.
- Brian Ahern – bajo acústico, guitarra acústica y guitarra eléctrica.
- James Burton – guitarra eléctrica.
- Chad Cromwell – batería.
- Dennis Crouch – bajo.
- Stuart Duncan – banjo, violín y mandolina.
- Larry Franklin – violín.
- Paul Franklin – pedal steel guitar.
- Vince Gill – guitarra y coros.
- Marco Giovani – batería.
- Emory Gordy, Jr. – bajo.
- Glen D. Hardin – piano eléctrico.
- John Hobbs – piano.
- Jim Hoke – acordeón.
- Jedd Hughes – guitarra eléctrica.
- David Hungate – contrabajo y bajo.
- John Jorgenson – guitarra eléctrica y mandolina.
- Lynn Langham – piano.
- Bill Payne – órgano Hammond y piano.
- Mickey Raphael – bajo.
- Michael Rhodes – bajo.
- Steuart Smith – guitarra slide, guitarra eléctrica y mandocello.
- Tommy Spurlock – steel guitar.
- John Ware – batería.
- Reese Wynans – piano.

## Posición en listas
| País              | Lista                  | Posición |
| ----------------- | ---------------------- | -------- |
| Alemania          | Media Control Charts   | 71       |
| Bélgica (Flandes) | Ultratop 200 Albums    | 38       |
| Bélgica (Valonia) | Ultratop 200 Albums    | 115      |
| Dinamarca         | Danish Albums Chart    | 32       |
| Estados Unidos    | Country Albums         | 4        |
| Estados Unidos    | Top Folk Albums        | 3        |
| Estados Unidos    | Billboard 200          | 29       |
| Noruega           | Norwegian Albums Chart | 6        |
| Países Bajos      | Dutch Albums Chart     | 22       |
| Reino Unido       | UK Albums Chart        | 42       |
| Suecia            | Swedish Albums Chart   | 12       |
| Suiza             | Hitparade Albums Chart | 47       |